# ماریانا دالمو
ماریانا دالمو (انگلیسی: Marianne Dahlmo؛ زادهٔ ۵ ژانویهٔ ۱۹۶۵) اسکی‌باز صحرانوردی اهل نروژ است.